# Tal Wilkenfeld
Tal Wilkenfeld (Sydney, 1986. december 2. –) ausztrál énekesnő, dalszerző, gitáros, basszusgitáros.

## Pályakép
Tizennégy évesen kezdett gitározni, majd tizenhét évesen váltott basszusgitárra. Abbahagyta a középiskolát, hogy profi zenész lehessen. Tizenhat évesen Sydney-ből az Amerikai Egyesült Államokba költözött.
Los Angelesben session zenészként kezdte a pályát. Két év után New Yorkba költözött, ahol olyan zenészekkel lépett fel, mint Jeff Tain Watts, The Allman Brothers Band, Leni Stern, Russell Ferrante, Susan Tedeschi, Hiram Bullock, Kenwood Dennard, Adam Deitch, David Kikoski.
2007-ben kiadta első albumát Transformation címmel, amelyen hét − általa komponált és hangszerelt − szám hallható. 2008-ban a Bass Player Magazin olvasói az év legérdekesebb új felfedezettjének választották meg.
Tal Wilkenfeld huszonegy éves volt, amikor elkísérte Chick Coreát és Jeff Becket egy ausztráliai turnéra. Azután már sok nagysággal játszott együtt: például Eric Clapton, Steve Lukather, Herbie Hancock, Joss Stone, Wayne Shorter, Lee Ritenour, a Wayne Krantz Trio, Jackson Browne, Ryan Adams, Corinne Bailey Rae.
2009-ben Wilkenfeld Jimmy Page-el játszott, amikor Jeff Becket beválasztották a Rock and Roll Hírességek Csarnokába.
2010-ben játszott Prince-szel a Welcome 2 America című albumán.

## Albumok
- 2007: Transformation Ais
- 2019: Love Remains

### Kislemezek
- 2016: Corner Painter
- 2018: Under the Sun
- 2019: Killing Me

### Jeff Beck-kel
- 2007: Eric Clapton's Crossroads Guitar Festival
- 2008: Live at Ronnie Scott's, Jeff Beck
- 2010: Emotion & Commotion, Jeff Beck
- 2010: The 25th Anniversary Rock and Roll Hall of Fame Concerts: Tal Wilkenfeld fellépése Jeff Beck-kel, Stinggel, Buddy Guy-jal, és Billy Gibbonsszal
- 2010: Rock and Roll Hall of Fame + Museum Live Legends DVD
- 2013: Eric Clapton's Crossroads Guitar Festival